# Década de 1680
Séculos: Século XVI - Século XVII - Século XVIII
Décadas: 1650 1660 1670 - 1680 - 1690 1700 1710
Anos: 1680 - 1681 - 1682 - 1683 - 1684 - 1685 - 1686 - 1687 - 1688 - 1689